# Umebachi Takahide
Takahide Umebachi (梅鉢 貴秀 Umebachi Takahide, sinh ngày 8 tháng 6 năm 1992) là một cầu thủ bóng đá người Nhật Bản thi đấu cho Zweigen Kanazawa.

## Thống kê sự nghiệp

### Câu lạc bộ
Cập nhật đến ngày 23 tháng 2 năm 2017.
| Câu lạc bộ        | Mùa giải | Giải vô địch | Giải vô địch | Cúp Hoàng đế Nhật Bản | Cúp Hoàng đế Nhật Bản | J. League Cup | J. League Cup | AFC     | AFC       | Khác1   | Khác1     | Tổng    | Tổng      |
| Câu lạc bộ        | Mùa giải | Số trận      | Bàn thắng    | Số trận               | Bàn thắng             | Số trận       | Bàn thắng     | Số trận | Bàn thắng | Số trận | Bàn thắng | Số trận | Bàn thắng |
| ----------------- | -------- | ------------ | ------------ | --------------------- | --------------------- | ------------- | ------------- | ------- | --------- | ------- | --------- | ------- | --------- |
| Kashima Antlers   |          |              |              |                       |                       |               |               |         |           |         |           |         |           |
| 2011              | 0        | 0            | 0            | 0                     | 0                     | 0             | 0             | 0       | -         | -       | 0         | 0       |           |
| 2012              | 4        | 0            | 1            | 0                     | 3                     | 0             | -             | -       | 0         | 0       | 8         | 0       |           |
| 2013              | 10       | 2            | 2            | 0                     | 2                     | 0             | -             | -       | 1         | 0       | 15        | 2       |           |
| 2014              | 5        | 0            | 0            | 0                     | 4                     | 1             | -             | -       | -         | -       | 9         | 1       |           |
| 2015              | 8        | 0            | 1            | 0                     | 1                     | 0             | 3             | 0       | -         | -       | 13        | 0       |           |
| Montedio Yamagata | 2016     | 4            | 0            | 0                     | 0                     | -             | -             | -       | -         | -       | -         | 4       | 0         |
| Tổng              | Tổng     | 31           | 2            | 4                     | 0                     | 10            | 1             | 3       | 0         | 1       | 0         | 49      | 3         |

1Bao gồm Giải bóng đá vô địch Suruga Bank.

## Danh hiệu

### Câu lạc bộ
Kashima Antlers
- J. League Cup (3): 2011, 2012, 2015
- Giải bóng đá vô địch Suruga Bank (2): 2012,  2013